# Maczek Memorial Breda
Maczek Memorial Breda – muzeum w mieście Breda w Holandii. Obiekt upamiętnia historię wyzwolenia Bredy w 1944 roku w czasie II wojny światowej przez polską 1 Dywizję Pancerną dowodzoną przez generała Stanisława Maczka. Muzeum zostało otwarte w 2020 roku.

## Historia
Maczek Memorial Breda wywodzi się z Generaal Maczek Museum, które do 2015 roku mieściło się w budynku -R- przy ulicy Trip van Zoudtlandtkazerne. Pierwsze Muzeum Generała Maczka w Bredzie powstało 27 października 1997 roku i posiadało pokaźną kolekcję eksponatów związanych z II wojną światową i wyzwoleniem Bredy.
Gdy nie było już możliwości pomieszczenia rozrastających się zbiorów w starej siedzibie, zaczęto szukać nowej lokalizacji. Wybrano miejsce za Polskim Cmentarzem Wojskowym przy Ettensebaan w Bredzie.

## Otwarcie
27 maja 2019 roku rozpoczęto budowę nowego muzeum. Otwarcie zaplanowano na 31 marca 2020 roku, w rocznicę urodzin generała Maczka. Nie mogło to mieć miejsca ze względu na pandemię Covid-19. Oficjalne otwarcie przesunięto zatem na 24 października 2020 roku, czyli rocznicę wyzwolenia Bredy. Uczestniczyli w nim m.in. ambasador RP w Holandii Marcin Czepelak, burmistrz Bredy Paul Depla, Dowódca Generalny Rodzajów Sił Zbrojnych gen. Jarosław Mika oraz gen. Piotr Trytek, dowódca 11 Dywizji Kawalerii Pancernej, kontynuującej tradycje 1 Dywizji Pancernej.

## Ekspozycja
W stałych zbiorach Maczek Memorial Breda znajduje się oryginalny mundur generała Maczka, który został podarowany instytucji przez jego dzieci. Wystawiono także różne oryginalne przedmioty z czasów II wojny światowej. Ponadto w muzeum mieści się centrum informacji i dokumentacji oraz sala refleksji.